# Giorgi Arsenišvili
Giorgi Arsenišvili (gruzínsky გიორგი არსენიშვილი) (5. ledna 1942 v Chirse (okres Telavi, Kachetie) – 17. listopadu 2010 v Tbilisi) byl gruzínský vědec a politik.

## Akademická činnost
Arsenišvili v letech 1959 až 1965 studoval matematiku a mechaniku na Tbiliské státní univerzitě a získal zde doktorát. Nakonec na téže univerzitě po studiu aplikované matematiky získal místo profesora a v roce 1971 se stal docentem. Šest let pak pracoval na institutu matematiky Tbiliské státní univerzity, až se v roce 1982 stal děkanem fakulty aplikované matematiky. V letech 1981 do 1997 stál v čele nadace sponzorující aplikování matematických metod do praxe.

## Politika
V 90. letech vstoupil do politiky a od roku 1995 až 1999 pracoval v Kachetii jako guvernér na krajském úřadě. Když byl v roce 2000 Eduard Ševardnadze znovuzvolen v prezidentských volbách, vybral si Arsenišviliho jako Státního ministra a ten tuto funkci vykonával od 11. května 2000 do 21. prosince 2001. Jeho jmenování znamenalo dle ohlasů veřejnosti kompromis mezi stávajícím státním ministrem Gruzie Važou Lortkipanidzem a mladým reformátorem Zurabem Žvanijou, jenž byl nominován nakonec na post předsedy parlamentu Gruzie.
Za jeho vlády došlo k rozkolu uvnitř strany Svaz občanů Gruzie, jehož výsledkem byly rezignace z funkcí ve vládě a parlamentu a opuštětní strany mnohými mladými reformátory, např. Zuraba Žvaniji, Micheila Saakašviliho, aj. Ti byli zklamáni a rozčarováni z neúspěchu prezidenta Ševardnadzeho při boji s korupcí a z jeho veta zákona o zveřejňování příjmů veřejně činných osob. Svaz Občanů Gruzie tak v polovině roku 2001 ztratil parlamentní většinu a vláda Arsenišviliho se dostala do nesnází. Ševardnadze pak vyhodil většinu zbývajících ministrů z vlády a nakonec i Arsenišviliho. Jeho nástupcem se stal Avtandil Džorbenadze a Arsenišvili pak byl novým ministrem zahraničím 29. prosince 2001 jmenován gruzínským velvyslancem v Praze (se spádovou oblastí pro Českou republiku, Rakousko, Maďarsko, Slovensko a Slovinsko), kde působil až do 15. července 2004
Poté, co skončil ve své funkci velvyslance, opustil Arsenišvili na pár let politiku a byl na léta 2004–2006 dosazen do dozorčí rady gruzínského Telecomu. Od roku 2006 do 2007 předsedal dozorčí radě gruzínského podniku spravujícího železnice. V roce 2008 se vrátil do politiky a byl za stranu „Sjednocené národní hnutí - Za vítěznou Gruzii“ zvolen do parlamentu. V něm zastával post předsedy parlamentního výboru pro ochranu lidských práv a společenské integrace, až do své smrti na infarkt myokardu v listopadu 2010.